# 匈牙利邊界圍欄
匈牙利邊界圍欄建於2015年，位於匈牙利與塞爾維亞和克羅地亞接壤的邊界。匈牙利在歐洲移民危機惡化後修建該圍欄，以加強邊境安全，阻止移民以非法途徑進入匈牙利，移民只能從邊境檢查站進入並需按照歐盟法律和國際法在匈牙利申請庇護。邊界圍欄建成後，非法進入匈牙利的人數大減。
在圍欄建成之前，進入匈牙利的非法移民大多數並非以該國為終點站，而是計劃前往德國等其它國家申請庇護，匈牙利只是他們旅程的一個中途站，因此不願意向匈牙利當局登記申請庇護，以免因《都柏林规则》的規定而失去在其它國家的申請資格。匈牙利－塞爾維亞邊界的圍欄於2015年9月建成。匈牙利後來也在與克羅地亞接壤邊界加建圍欄。
邊界圍欄的建造費用為2,700億福林（約等於8.832億歐元）。匈牙利政府於2017年要求歐盟分擔一半建造費用，被歐盟拒絕。

## 塞爾維亞邊界
匈塞邊界全長175（109英里）。2015年6月，匈牙利內閣批准興建高4米的圍欄。工程於7月開始。
圍欄於2015年9月落成後，那些不願意向匈牙利申請庇護的非法移民被迫改道進入克羅地亞。可是克羅地亞又把他們帶到與匈牙利接壤的邊境，於是匈牙利於2015年9月中在克羅地亞邊界加建圍欄。
2016年4月，匈牙利政府宣佈計劃加固圍欄。

## 克羅地亞邊界
克羅地亞邊界的圍欄於2015年10月建成。此後非法移民大多改為取道斯洛文尼亞北上。

## 立法
2015年9月4日，匈牙利國會通過法案，把非法越過、破壞或阻撓建設邊界圍欄列為犯罪行為，新法律於9月15日起生效。

## 成效
在2015年9月的一個月內，共有138,396名非法移民進入匈牙利。圍欄建成後，2015年11月首2周每日平均只有15名非法移民被截獲。
| 月份    | 人數    |
| ------- | ------- |
| 2015-01 | 14,647  |
| 2015-02 | 17,384  |
| 2015-03 | 5,975   |
| 2015-04 | 8,224   |
| 2015-05 | 11,606  |
| 2015-06 | 19,546  |
| 2015-07 | 38,059  |
| 2015-08 | 57,938  |
| 2015-09 | 138,396 |
| 2015-10 | 99,497  |
| 2015-11 | 315     |
| 2015-12 | 270     |
| 2016-01 | 553     |
| 2016-02 | 2,398   |
| 2016-03 | 3,412   |
| 2016-04 | 3,946   |
| 2016-05 | 3,463   |
| 2016-06 | 3,768   |
| 2016-07 | 573     |
| 2016-08 | 348     |
| 2016-09 | 152     |

## 外部連結
- 维基共享资源上的相關多媒體資源：匈牙利邊界圍欄

46°06′00″N 19°24′00″E / 46.1000°N 19.4000°E